# Henri Baudouin
Henri Baudouin (18 de junho de 1926 - 26 de maio de 2020) foi um político francês que serviu como deputado entre 1962 e 1986. Foi duas vezes prefeito de Granville, de 1961 a 1977, e novamente de 1983 a 1989.
Ele nasceu em Ille-et-Vilaine, em 18 de junho de 1926, e formou-se como advogado. Ao longo do seu mandato na Assembleia Nacional, Balduíno representou a União para a Nova República, a União dos Democratas pela República, os Republicanos Independentes e a União pela Democracia Francesa. Ele foi condecorado como Cavaleiro da Légion d'honneur.